# Joachim Benfeld
Joachim Benfeld (Gevelsberg, 28 augustus 1958) is een Duits voormalig voetballer en huidig voetbaltrainer.
Benfeld begon bij VfL Gevelsberg waar hij op zijn zeventiende in het eerste team kwam en een veelscorende spelverdeler was. Hij werd na een succesvolle stage aangetrokken door FC Bayern München maar kwam daar niet aan spelen toe. In 1981 kwam hij bij KV Mechelen. Met die club degradeerde hij in z'n eerste jaar maar het jaar daarna keerde Mechelen als kampioen terug in de Eerste klasse. Met de club won hij in 1987 de Beker van België en in 1988 de Europacup II. Daarna vertrok hij vanwege wrevel met trainer Aad de Mos en speelde hij een jaar voor RWDM. Belfeld speelde nog in Frankrijk voor Rodez AF in de Division 3 en hij bouwde af als speler-trainer bij K. Kampenhout SK. Nadien was hij als trainer actief bij meerdere club in het Belgische amateurvoetbal. Tot de zomer van 2014 trainde hij voor de derde maal K. Kampenhout SK. Naast het voetbal is hij kwaliteitscontroleur bij Aldi.